# Arquidiocese de Aix-Arles
Arquidiocese de Aix-Arles (latim: Archidiœcesis Aquensis in Gallia et Arelatensis; francês: Archidiocèse d'Aix-en-Provence et Arles) é um território eclesiástico da Igreja Latina ou arquidiocese da Igreja Católica na França. A sé arquiepiscopal está localizada na cidade de Aix-en-Provence. A diocese compreende o departamento de Bocas do Ródano (exceto o arrondissement de Marselha), na região de Provença-Alpes-Costa Azul. Atualmente é sufragânea da Arquidiocese de Marselha e consequentemente o arcebispo não usa mais o pálio.
Após a Concordata, a arquidiocese ganhou os títulos de Arles e Embrun (1822), passando a ser Arquidiocese de Aix. As dioceses de Fréjus e Toulon foram suprimidas e partes de Toulon e Riez foram atribuídas a Aix. Mas na Concordata de 1817, Arles foi restabelecida como metrópole (o que durou apenas até 1822, quando se tornou sufragânea de Aix), e a metrópole de Aix foi atribuída às dioceses sufragâneas de Fréjus (incluindo Toulon, onde agora reside seu bispo), Digne e Gap. De 1838 a 1867, a diocese de Argel também foi sufragânea (subordinada) ao arcebispo de Aix.
Em 2007, o nome da diocese foi alterado novamente para Arquidiocese de Aix (–Arles) (em francês:  Archidiocèse d'Aix (–Arles)). Em 2008, o título de Embrun foi reatribuído à Diocese de Gap por decisão do Papa Bento XVI.

## História
Certas tradições fazem de São Maximino, um dos setenta e dois Discípulos e companheiro de Maria Madalena na Provença (para a qual não há justificativa bíblica), o primeiro bispo de Aix. Louis Duchesne parece ter provado que este santo, objeto de culto local, não foi considerado o primeiro bispo de Aix, nem ligado à vida de Santa Maria Madalena, exceto em lendas posteriores, inventadas em meados do século XI por os monges de Vézelay e pelo Bispo Rostan de Fos, que procurava fundos para a construção de uma catedral.